# 牧野芝石
牧野 芝石（まきの しせき、天保11年（1840年） - 明治36年（1903年））は、幕末から明治時代の日本画家、書家。名は順造。

## 略歴
泉州堺の開業医佐々木春造の子として生まれる。春造は北洋と号し書画をよくし勤王の心も篤い人物であった。父に医学、森田節斎と藤井竹外に漢詩文を学んだ。
文久3年（1863年）に大和の天誅組挙兵事件にかかわった同志をかくまったために幕吏の探索を受けることになり、それから逃れるため、父の郷里である鳥取に移り住んだ。
鳥取藩医村上晩節のもとで医術を修め、慶応元年（1865年）、牧野謙亭の養女と結婚。牧野静修と名乗り、藩医謙亭の名代を勤め、正墻適処について詩文などを学んだ。
芝石は詩、書、画ともに優れた三絶の人であり、筑前の吉嗣拝山と並び称された。画は宋の米元章（米芾）の米元山水と呼ばれる墨点を連ねて、山や樹を描く溌墨法を用いている。南画、水墨画など多くの画を残している。
書は唐様を学んでいるが、当時流行した六朝書風もよくし、東京の巖谷一六、大阪の山本竟山らの書風の影響を見受けることができる。行草書も格調の高いもので、鳥取には見られない本格派であった。その作品の中には鷲峰神社拝殿の「鷲峰神社」の彫刻の額や鳥取中学校（現鳥取県立鳥取西高等学校）の校友会誌「鳥城」の題字などがある。
明治18年（1885年）にはパリにおける第2回日本美術展に出品した。
明治32年（1899年）から数年間、鳥取中学校で書道を教授した。
明治36年（1903年）死去。墓は鳥取市芳心寺にある。

## 門下
- 田江素堂（田江泰造）[1]

## 参考資料
- 鳥取県の自然と歴史 -5- 藩政時代の絵師たち （鳥取県立博物館）
- 『鳥取県大百科事典』新日本海新聞社、1984年。
- 鹿野町誌 下巻（鹿野町誌編集委員会）